# Droga I/37 (Czechy)
Droga krajowa 37 (cz. Silnice I/37) – droga krajowa w Czechach. Trasa biegnie z Trutnova przez Hradec Králové, Pardubice i Žďár nad Sázavou do prowadzącej przez południowe Czechy autostrady D1. Krajowa 37 może być alternatywną, dla ciągu drogi krajowej 35 i drogi krajowej 43, trasą łączącą rejon Hradec Králové z Brnem. Na odcinku Jaroměř – Hradec Králové przebieg trasy jest wspólny z drogą krajową 33. Arteria jest jedno-jezdniowa na całej długości (z wyjątkiem obwodnicy Pardubic).